# Parliament House (Adélaïde)
Pour les articles homonymes, voir Parliament House.

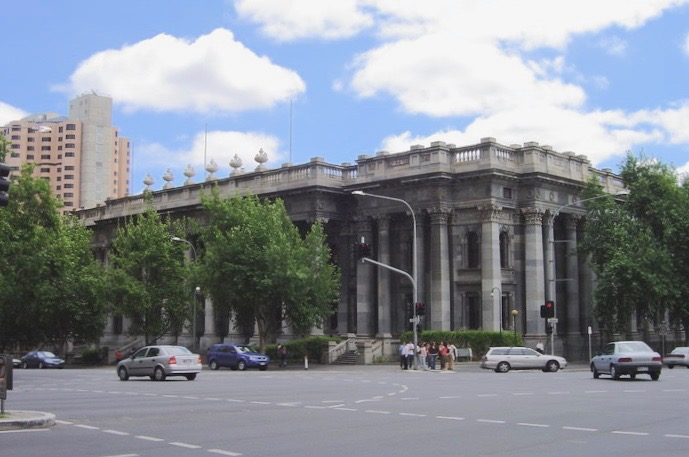
Parliament House, Adelaide

Parliament House à Adélaïde, en Australie, est le siège du Parlement d'Australie-Méridionale. Construit pour remplacer l'ancien bâtiment du Parlement devenu trop petit, l'actuel bâtiment a été construit en plusieurs étapes pendant plus de 65 ans en raison de contraintes financières. Il est l'un des plus grands bâtiments parlementaires d'Australie.
Une commission nommée par le gouverneur d'Australie-Méridionale a été créée en 1874 pour désigner le vainqueur du concours pour sa conception. Le projet proposé par les architectes Edmund Wright et Lloyd Taylor a été choisi comme gagnant. Ce projet prévoyait des colonnes corinthiennes, d'impressionnantes tours et un grand dôme. Toutefois, le manque de fonds a fait que les tours et la coupole ont été abandonnées dès l'origine. Parfois, des projets pour construire le dôme ont été lancés, mais ils sont tous tombés à l'eau. Parliament House a été construit avec du marbre de Kapunda et du granit de West Island.
La construction a commencé par l'aile ouest en 1874 et s'est achevée en 1889 pour un coût de 165 404 £. L'aile ouest abritait la nouvelle chambre de l'Assemblée (South Australian House of Assembly) et les bureaux associés, le Conseil législatif continuant à siéger dans les zones adjacentes de l'ancien hôtel du Parlement. la dépression économique des années 1890 a empêché l'achèvement du nouveau bâtiment du Parlement et ce n'est qu'en 1913 que les plans ont été repris pour l'aile Est. Cependant, le déclenchement de la Grande Guerre à de nouveau retardé la construction.
Le projet a été repris dans les années 1930 suite un don de 100 000 £ de Sir John Bonython Langdon. La construction a également servi comme système de création d'emplois pour réduire le chômage de masse de la Grande Dépression. Les travaux de l'aile ont commencé l'année de centenaire de l'Australie-Méridionale et se sont achevés trois ans plus tard en 1939 pour un coût de 241 887 £.
Le Parlement a été officiellement inauguré par le gouverneur général d'Australie (et ancien gouverneur d'Australie-Méridionale) Lord Gowrie le 5 juin 1939.

## Source
- (en) Cet article est partiellement ou en totalité issu de l’article de Wikipédia en anglais intitulé « Parliament House, Adelaide » (voir la liste des auteurs).